# Заручей-Островной
Островного сельского поселения  нет.  Как и самого Приморского муниципального района Архангельской области. Приморский муниципальный район Архангельской области и входящие ранее в него поселения, преобразованы в Приморский муниципальный округ Архангельской области. Таким образом, Заручей-Островной относится к Примосрком мунциипальному округу Архангельской области
Заручей Островной (до 2023 — Заручей) — деревня в Приморском районе Архангельской области России. Входит в состав Островного сельского поселения.

## География
Деревня находится в северо-западной части Архангельской области, в подзоне северной тайги, на острове Андрианов, на берегу Никольского рукава Северной Двины, на расстоянии примерно 7 километров (по прямой) к северо-западу от города Архангельска, административного центра области и района.

### Климат
Климат характеризуется как умеренно континентальный, влажный, с продолжительной снежной зимой и прохладным летом. Средняя температура воздуха самого холодного месяца — −12,8 °C (абсолютный минимум — −49 °C), средняя температура самого тёплого — 15,2 °С (абсолютный максимум — 31,2 °C). Годовое количество атмосферных осадков — 675 мм, из которых 365 мм выпадает в период с апреля по октябрь. Снежный покров держится в течение 172 дней. Средняя годовая скорость ветра — 4,9 м/с.

### Часовой пояс
Деревня Заручей Островной, как и вся Архангельская область, находится в часовой зоне МСК (московское время). Смещение применяемого времени относительно UTC составляет +3:00.

## История
В 2023 году деревня Заручей переименована в Заручей-Островной.

## Население
| 2002 | 2010 | 2012 |
| ---- | ---- | ---- |
| 53   | ↘35  | ↘31  |

### Национальный состав
Согласно результатам переписи 2002 года, в национальной структуре населения русские составляли 100 %.